# Императорский путь между Санкт-Петербургом и Царским Селом

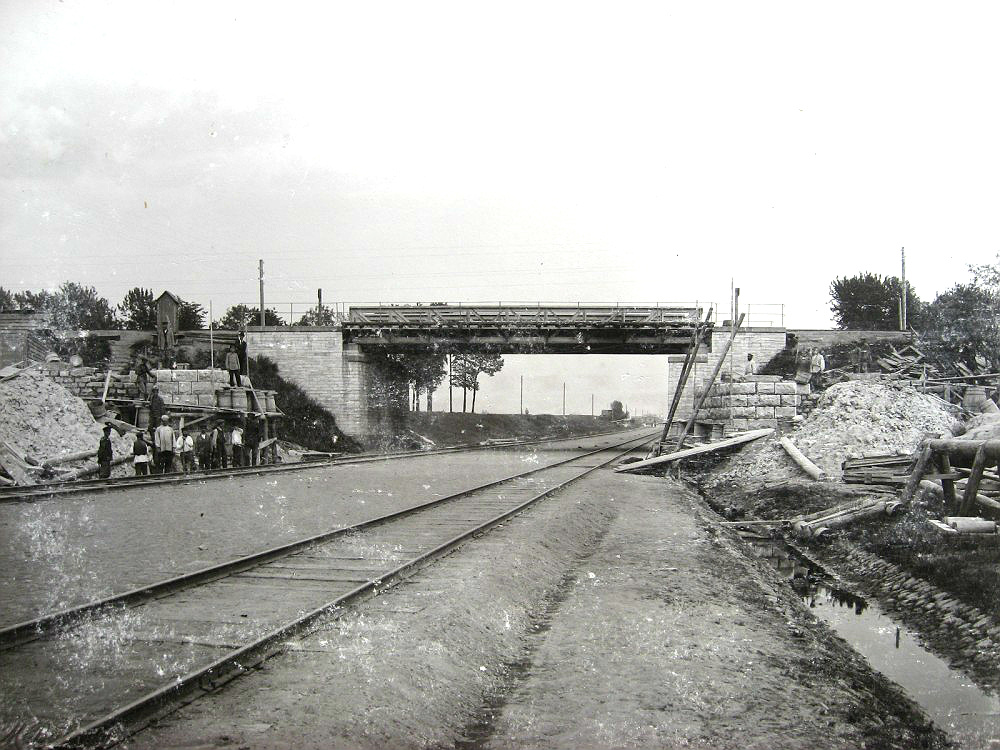
Строительство моста для Императорского пути над Путиловской ж/д ветвью

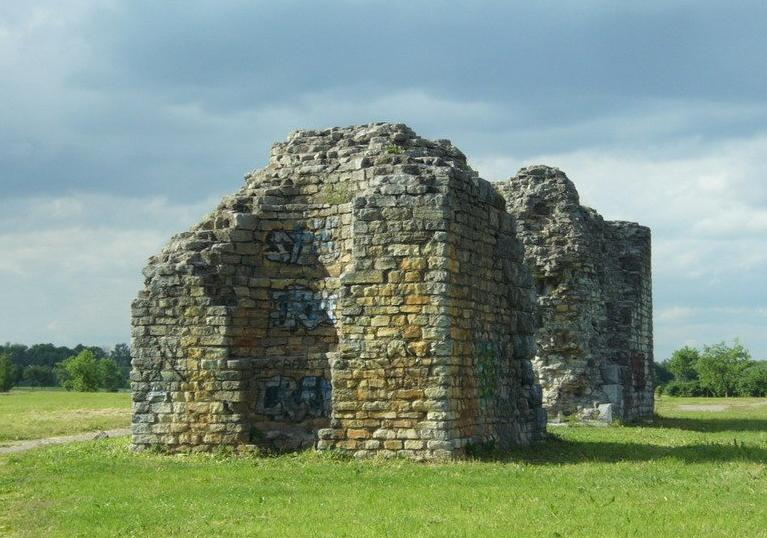
Остатки железнодорожного моста в Буферном парке

Императорский путь — три железнодорожных линии, построенные к Царскому Селу на рубеже XIX — XX веков для передвижения членов императорской фамилии и иностранных делегаций между Санкт-Петербургом (Варшавский и Царскосельский (Витебский) вокзалы) и императорскими резиденциями в Гатчине и Царском Селе, включая отдельную линию, связавшую Царское Село с Санкт-Петербургом.

## История строительства

### Первая ветка
Сразу после вступления Николая II на престол, в 1895 году, начато строительство железнодорожной ветки, для движения императорских поездов Петербурго-Варшавской ж. д., от поста 18 версты до села Большое Кузьмино (Пушкин), где на окраине, в одной версте от Александровского дворца, было начато строительство деревянного Царского Павильона. Открытие ветки длиной 2,378 версты (2,54 км) состоялось 2 мая 1896 года.

### Вторая ветка
В 1896 году, для удобства движения императорских поездов следующих в Гатчину и обратно, где в Гатчинском дворце проживала мать Николая II, Мария Фёдоровна, и для связи с Европейскими монархами, строится вторая ветка от станции Александровская Петербурго-Варшавской ж. д. до Царского Павильона, длиной 2.364 версты (2,52 км), которая открыта 18 октября 1897 .

### Третий путь
7 января 1900 года Николай II издал Указ об образовании при Министерстве Путей Сообщения Комиссии по сооружении обособленного «Третьего пути». Под председательством инженера путей сообщения В. В. Салова Комиссией осуществлялось техническое и хозяйственное руководство строительством. Общее руководство было возложено на инженеров путей сообщения Н. С. Островского и С. А. Штольцмана. Строительство производило «Общество Московско-Виндаво-Рыбинской железной дороги» при участии 1-го железнодорожного батальона, за счёт казны.
Этот путь начинался у Императорского павильона, примыкавшего в Царскосельскому (Витебскому) вокзалу Санкт-Петербурга со стороны Введенского канала, шёл рядом и параллельно главным путям Царскосельской ж/д до 16 километра, к тому времени приобретенной Московско-Виндаво-Рыбинской железной дорогой. Затем, после Средней Рогатки (в районе поселка Шушары) повернув в юго-западном направлении, железнодорожный путь шел через поля, огибая окраину с. Большое Кузьмино, пересекал перед Египетскими воротами шоссе Пулково — Царское Село и подходил к Царскому Павильону. Построенный одноколейный путь, на протяжении которого было сооружено 11 стальных мостов разных размеров, был способен выдерживать движение императорских поездов (до 15 вагонов) на большой скорости.
- 28 ноября 1901 года «Третий путь» был принят Комиссией.
- 5 декабря 1901 года был передан в введение Петербурго-Варшавской железной дороги, как «имеющей опыт работы с императорскими поездами».
- 21 декабря 1901 года с Высочайшего соизволения «Третий путь» получил имя «Императорский путь».
- 6 декабря 1902 года Императорский путь был сдан в эксплуатацию.

В итоге он включил в себя и две ранее построенные ветки, получив суммарную длину в 27,865 вёрст (29,79 км). Эта получившаяся «дуга», соединяющая Варшавскую и Витебскую трассы, стала единой системой одного назначения, — обеспечивала связь столицы с летними резиденциями — Гатчиной и Царским Селом. Движение любых поездов, кроме императорских, по третьему пути было запрещено. На каждой стрелке и у каждого моста стоял солдат 1-го Императорского железнодорожного батальона (в 1909 году развёрнутого в полк). Военные отвечали за охрану, эксплуатацию и ремонт дороги. Тягой занималась казенная Петербурго-Варшавская железная дорога.

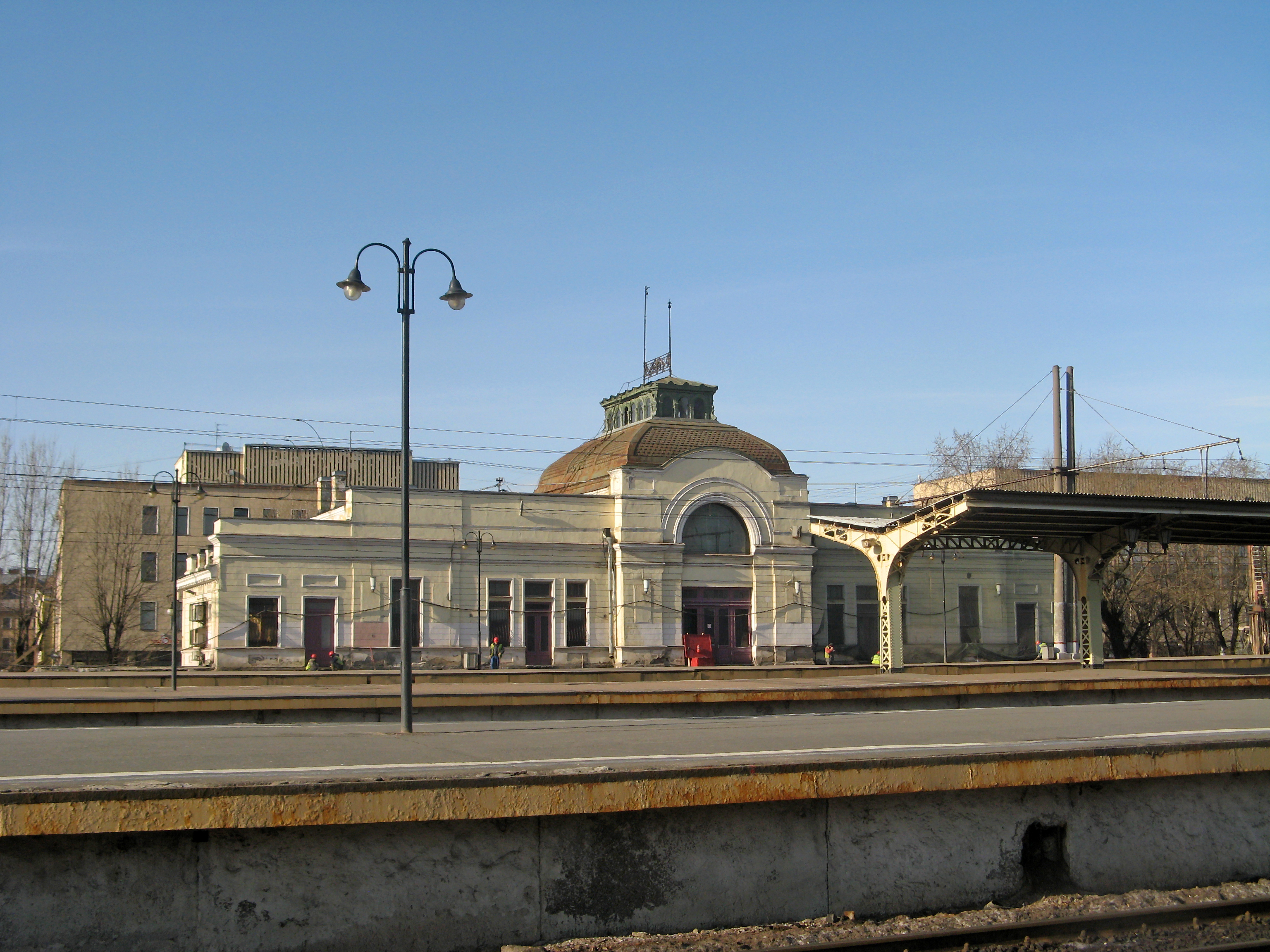
Императорский павильон у Витебского вокзала 2017 г.

## Дальнейшая судьба
После революции третий путь был разобран, станция Императорский (Царский) павильон в Царском селе была переименована в Павильон Урицкого.
Остатки железнодорожного полотна сильно пострадали во время Великой Отечественной войны.
Остатки первого пути до настоящего времени используются в качестве подъездных путей к заводу София, возникшему на базе паровозного депо Императорского пути.